# 14121 Stüwe
14121 Stüwe è un asteroide della fascia principale. Scoperto nel 1998, presenta un'orbita caratterizzata da un semiasse maggiore pari a 2,2297580 UA e da un'eccentricità di 0,1735955, inclinata di 3,98906° rispetto all'eclittica.